# Oxytropis diantha
Oxytropis diantha är en ärtväxtart som beskrevs av Carl Maximowicz. Oxytropis diantha ingår i släktet klovedlar, och familjen ärtväxter. Inga underarter finns listade i Catalogue of Life.